# Prémillieu
Prémillieu est une commune française, située dans le département de l'Ain en région Auvergne-Rhône-Alpes.

## Géographie
Le village est situé au sud de Hauteville-Lompnes, à mi-distance à vol d'oiseau entre Tenay (au nord-ouest) et Pugieu (au sud-est). La route D 103 qui traverse Prémillieu donne accès par le nord et par le sud à la Cluse des Hôpitaux.

### Climat
Pour des articles plus généraux, voir Climat d'Auvergne-Rhône-Alpes et Climat de l'Ain.
En 2010, le climat de la commune est de type climat de montagne, selon une étude du CNRS s'appuyant sur une série de données couvrant la période 1971-2000. En 2020, Météo-France publie une typologie des climats de la France métropolitaine dans laquelle la commune est exposée à un climat de montagne ou de marges de montagne et est dans la région climatique Alpes du nord, caractérisée par une pluviométrie annuelle de 1 200 à 1 500 mm, irrégulièrement répartie en été.
Pour la période 1971-2000, la température annuelle moyenne est de 7,9 °C, avec une amplitude thermique annuelle de 16,3 °C. Le cumul annuel moyen de précipitations est de 1 733 mm, avec 10,9 jours de précipitations en janvier et 8,7 jours en juillet. Pour la période 1991-2020, la température moyenne annuelle observée sur la station météorologique de Météo-France la plus proche, « Sutrieu », sur la commune de Valromey-sur-Séran à 7 km à vol d'oiseau, est de 9,3 °C et le cumul annuel moyen de précipitations est de 1 413,2 mm,. Pour l'avenir, les paramètres climatiques de la commune estimés pour 2050 selon différents scénarios d'émission de gaz à effet de serre sont consultables sur un site dédié publié par Météo-France en novembre 2022.

## Urbanisme

### Typologie
Au 1er janvier 2024, Prémillieu est catégorisée commune rurale à habitat très dispersé, selon la nouvelle grille communale de densité à 7 niveaux définie par l'Insee en 2022.
Elle est située hors unité urbaine et hors attraction des villes,.

### Occupation des sols
L'occupation des sols de la commune, telle qu'elle ressort de la base de données européenne d’occupation biophysique des sols Corine Land Cover (CLC), est marquée par l'importance des forêts et milieux semi-naturels (74,5 % en 2018), en augmentation par rapport à 1990 (73,2 %). La répartition détaillée en 2018 est la suivante : 
forêts (74,5 %), prairies (25,5 %).
L'évolution de l’occupation des sols de la commune et de ses infrastructures peut être observée sur les différentes représentations cartographiques du territoire : la carte de Cassini (XVIIIe siècle), la carte d'état-major (1820-1866) et les cartes ou photos aériennes de l'IGN pour la période actuelle (1950 à aujourd'hui).

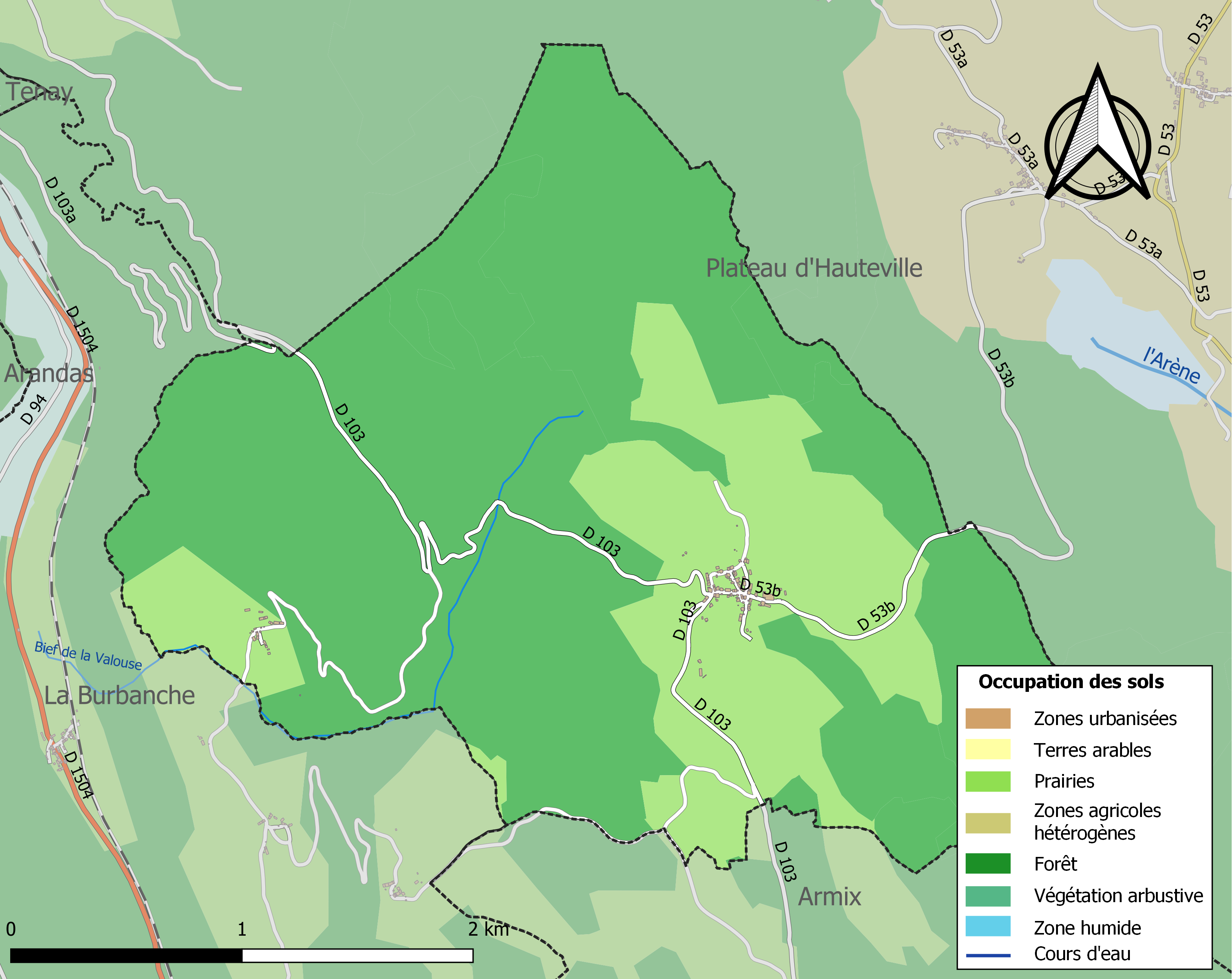
Carte des infrastructures et de l'occupation des sols de la commune en 2018 (CLC).

## Histoire
Par arrêté préfectoral du 19 novembre 2018, Prémillieu tout comme l'ensemble des communes de l'intercommunalité du plateau d'Hauteville sont intégrés à Haut-Bugey Agglomération.

## Politique et administration

### Découpage territorial
La commune de Prémillieu est membre de l'intercommunalité Haut-Bugey Agglomération, un établissement public de coopération intercommunale (EPCI) à fiscalité propre créé le 1er janvier 2014 dont le siège est à Oyonnax. Ce dernier est par ailleurs membre d'autres groupements intercommunaux.
Sur le plan administratif, elle est rattachée à l'arrondissement de Belley, au département de l'Ain et à la région Auvergne-Rhône-Alpes. Sur le plan électoral, elle dépend du canton de Plateau d'Hauteville pour l'élection des conseillers départementaux, depuis le redécoupage cantonal de 2014 entré en vigueur en 2015, et de la cinquième circonscription de l'Ain pour les élections législatives, depuis le dernier découpage électoral de 2010.

### Administration municipale
Le nombre d'habitants de la commune étant inférieur à 100, le nombre de membres du conseil municipal est de 7.

#### Liste des maires
| Période                                  | Période   | Identité            | Étiquette | Qualité                              |
| ---------------------------------------- | --------- | ------------------- | --------- | ------------------------------------ |
| juin 1995                                | mars 2008 | Daniel Gramusset    |           |                                      |
| mars 2008                                | mars 2020 | Marie-Claude Deleaz |           | Retraitée de l'enseignement          |
| mars 2020                                | En cours  | Pascal Torrion      |           | Agriculteur sur moyenne exploitation |
| Les données manquantes sont à compléter. |           |                     |           |                                      |

## Démographie
L'évolution du nombre d'habitants est connue à travers les recensements de la population effectués dans la commune depuis 1806. Pour les communes de moins de 10 000 habitants, une enquête de recensement portant sur toute la population est réalisée tous les cinq ans, les populations de référence des années intermédiaires étant quant à elles estimées par interpolation ou extrapolation. Pour la commune, le premier recensement exhaustif entrant dans le cadre du nouveau dispositif a été réalisé en 2008.
En 2022, la commune comptait 47 habitants, en évolution de +2,17 % par rapport à 2016 (Ain : +5,15 %, France hors Mayotte : +2,11 %).
| 1806 | 1821 | 1831 | 1836 | 1841 | 1846 | 1851 | 1856 | 1861 |
| ---- | ---- | ---- | ---- | ---- | ---- | ---- | ---- | ---- |
| 429  | 333  | 301  | 251  | 291  | 315  | 328  | 302  | 291  |

| 1866 | 1872 | 1876 | 1881 | 1886 | 1891 | 1896 | 1901 | 1906 |
| ---- | ---- | ---- | ---- | ---- | ---- | ---- | ---- | ---- |
| 294  | 246  | 249  | 260  | 272  | 270  | 250  | 255  | 240  |

| 1911 | 1921 | 1926 | 1931 | 1936 | 1946 | 1954 | 1962 | 1968 |
| ---- | ---- | ---- | ---- | ---- | ---- | ---- | ---- | ---- |
| 238  | 181  | 181  | 169  | 141  | 111  | 112  | 95   | 78   |

| 1975 | 1982 | 1990 | 1999 | 2006 | 2008 | 2013 | 2018 | 2022 |
| ---- | ---- | ---- | ---- | ---- | ---- | ---- | ---- | ---- |
| 74   | 53   | 40   | 33   | 34   | 34   | 45   | 44   | 47   |

## Économie
En 1911, le village comptait 43 exploitations agricoles. En 2012, il en reste deux.

## Culture et patrimoine

### Héraldique
| Blason de Prémillieu | Blason  | De gueules à la croix d'argent chargée en cœur d'un écusson de sinople au panier d'or. |
| Blason de Prémillieu | Détails | Le blason a été réalisé par Thierry Faure David-Nillet.                                |

### Lieux et monuments

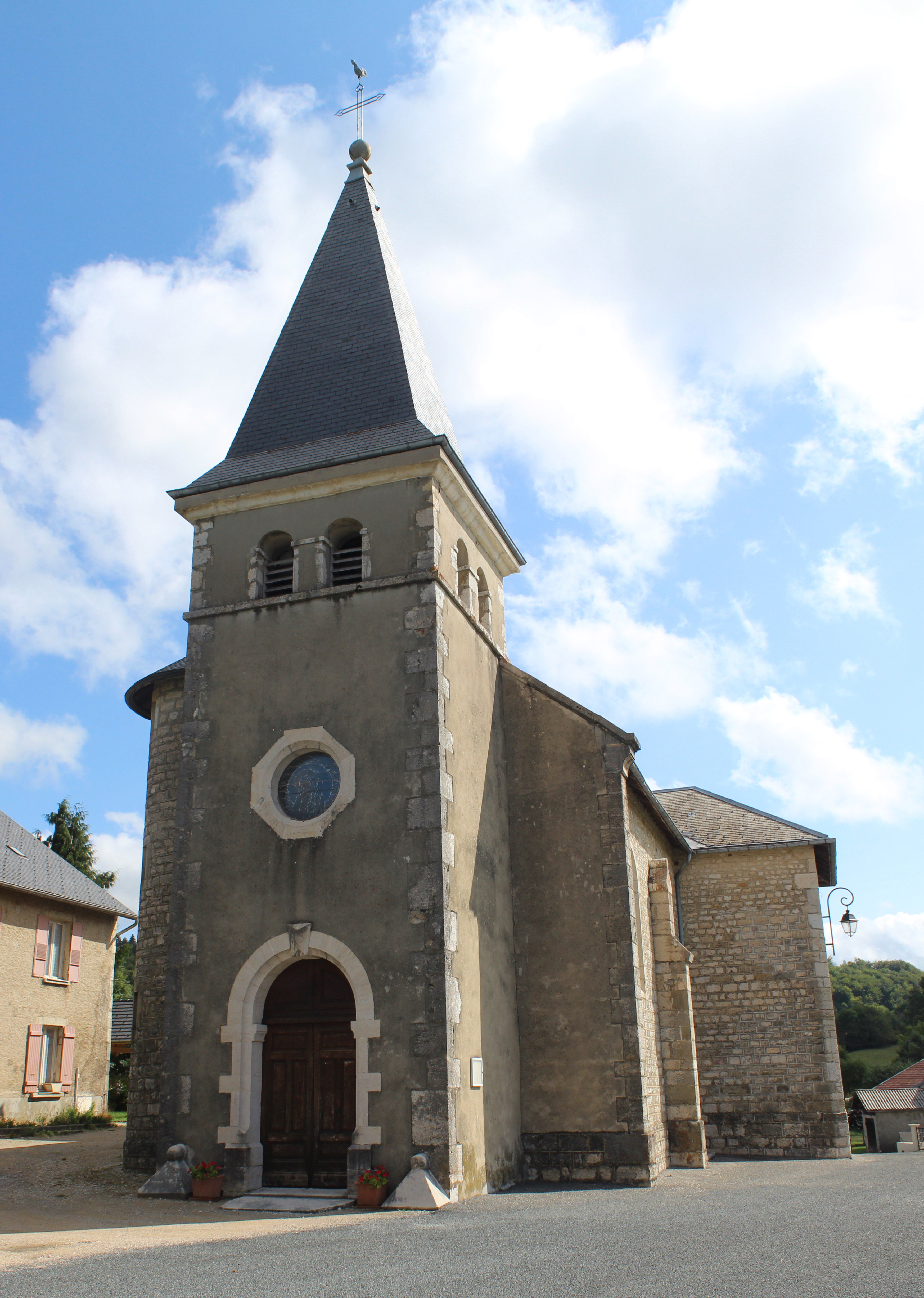
Église Sainte-Marie-Madeleine.

Au lieu-dit de Petit-Tare se trouve un four à pain banal encore utilisé par les habitants.
L'ancien lavoir n'est plus utilisé.
Un curieux mégalithe en boule appelé Pierre du sacrifice pose question : il est en granit, roche introuvable localement. Par ailleurs, il est creusé d'une rigole circulaire et de deux écoulements. Sa datation, son origine et son utilisation sont incertaines.
Au bourg se trouve l'église Sainte-Marie-Madeleine.

## Personnalités liées à la commune
- Antoine Gramusset, né à Prémillieu en 1740, émigré au Chili, l’un des trois principaux conjurés de la conspiration dite des Trois Antoine.